# Stadio di Anoeta
Lo stadio municipale di Anoeta (in basco Anoeta estadioa; in spagnolo Estadio Municipal de Anoeta) è un impianto sportivo multifunzione spagnolo di San Sebastián (Paesi Baschi).
Inaugurato nel 1993, sorge nel complesso sportivo di Anoeta e ospita le partite interne della squadra di calcio della Real Sociedad e occasionalmente delle squadre di rugby francese del Biarritz e del Bayonne. Ha una capienza di 39 313 posti a sedere.
Per esigenze di sponsorizzazione lo stadio è noto anche come Reale Arena secondo un accordo con Reale Seguros, ramo spagnolo dell'italiana Reale Mutua Assicurazioni.